# Joel Barlow

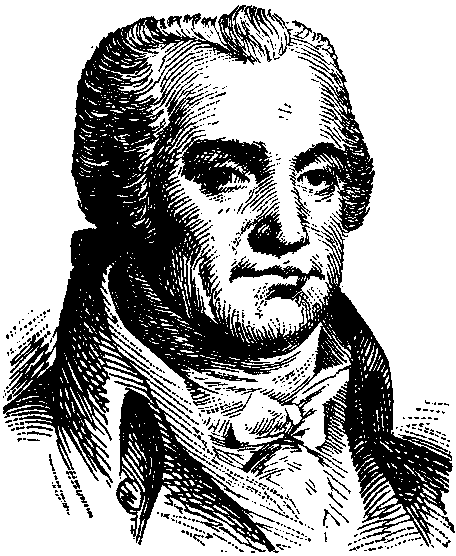
Joel Barlo.,

Joel Barlow (Redding (Connecticut), 24 maart 1754 - Żarnowiec,  22 oktober 1812) was een Amerikaanse dichter, staatsman en politicus.

## Biografie
Barlow volgde kort onderwijs aan het Dartmouth College en studeerde in 1778 af aan de Yale-universiteit, waar hij vervolgens nog twee jaar studeerde. Tijdens de Amerikaanse Onafhankelijkheidsoorlog deed hij dienst als veldpredikant. In 1778 publiceerde hij een gedicht getiteld "The Prospect of Peace, waarin hij de slavernij aan de kaak stelde. In 1783 verhuisde hij naar Hartford, waar hij in juli 1784 het weekblad The American Mercury oprichtte en in 1786 werd toegelaten tot de advocatuur.  In Hartford was hij tevens lid van de zogeheten Hartford Wits, een groep jonge schrijvers waar onder anderen ook Lemuel Hopkins, David Humphreys en John Trumbull toe behoorden. 
Barlow was een van de bijdragers aan de Anarchiad, een reeks satirische gedichten over politiek. In 1787 publiceerde hij het lange gedicht The Vision of Columbus, waarmee hij een aanzienlijke reputatie kreeg. In 1807 publiceerde hij ook een uitgebreidere editie van dit gedicht, Columbiad, die echter minder goed werd ontvangen. Het gedicht waarmee hij het bekendst is geworden is Hasty Pudding uit 1793, een parodie-heldendicht. Hij schreef verder nog Conspiracy of Kings, a Poem addressed to the Inhabitants of Europe from another Quarter of the Globe (1792), View of the Public Debt, Receipts and Expenditure of the United States (1800) en de Political Writings of Joel Barlow (2e ed. 1796).
In 1788 ging Barlow als agent van de Scioto Land Company naar Frankrijk. In Parijs bekeerde hij zich tot het republikanisme en werd in godsdienstig opzicht liberaal. Hij hielp Thomas Paine - die tijdens de Terreur in de gevangenis zat - met het publiceren van het eerste deel van The Age of Reason. Hij bracht ook enige tijd in Londen door, werd lid van de London Society for Constitutional Information, een constitutievereniging. Barlow schreef in deze tijd verschillende essays, waarvan er een met de naam Advice to the Privileged Orders door de Britse regering in de ban werd gedaan. In 1792 kreeg Barlow de Franse nationaliteit en werd benoemd tot ereburger en commissaris voor het toen net door Frankrijk geannexeerde Savoye.    
In de periode 1795-1797 was Barlow de Amerikaanse consul in Algiers. Hij zorgde ervoor dat een aantal Amerikaanse gevangenen waar losgeld voor was gevraagd werd vrijgelaten en onderhandelde in 1796 over een verdrag met Tripoli. In 1805 keerde hij terug naar Amerika en woonde vervolgens tot 1811 in Kalorama, dat nu deel uitmaakt van Washington D.C. In 1811 werd hij door president James Madison benoemd tot de Amerikaanse gevolmachtigde in Frankrijk en kreeg de taak een handelsverdrag te sluiten met Napoleon Bonaparte en geconfisqueerd Amerikaans bezit in Frankrijk terug te winnen of te zorgen dat hiervoor een schadeloosstelling kwam. Barlow werd opgeroepen voor een onderhoud met Napoleon in Vilnius, maar stierf nabij Krakau in het Poolse dorp Żarnowiec.